# Лаос на літніх Олімпійських іграх 2016
Лаос на літніх Олімпійських іграх 2016 був представлений у чотирьох видах спорту шістьма спортсменами. Жодної медалі олімпійці Лаосу не завоювали.

## Легка атлетика
Лаос отримав універсальні місця від IAAF на участь у Олімпіаді двох легкоатлетів (по одному кожної статі).
Легенда
- Примітка – для трекових дисциплін місце вказане лише для забігу, в якому взяв участь спортсмен
- Q = пройшов у наступне коло напряму
- q = пройшов у наступне коло за добором (для трекових дисциплін - найшвидші часи серед тих, хто не пройшов напряму; для технічних дисциплін - увійшов до визначеної кількості фіналістів за місцем якщо напряму пройшло менше спортсменів, ніж визначена кількість)
- NR = Національний рекорд
- N/A = Коло відсутнє у цій дисципліні
- Bye = спортсменові не потрібно змагатися у цьому колі

Трекові і шосейні дисципліни
| Спортсмен          | Дисципліна                               | Попередній забіг | Попередній забіг | Чвертьфінал      | Чвертьфінал      | Півфінал         | Півфінал         | Фінал            | Фінал            |
| Спортсмен          | Дисципліна                               | Час              | Місце            | Час              | Місце            | Час              | Місце            | Час              | Місце            |
| ------------------ | ---------------------------------------- | ---------------- | ---------------- | ---------------- | ---------------- | ---------------- | ---------------- | ---------------- | ---------------- |
| Хайса Анусон       | біг на 110 метрів з бар'єрами (чоловіки) | 14.40            | 7                | Н/Д              | Н/Д              | Завершив виступ  | Завершив виступ  | Завершив виступ  | Завершив виступ  |
| Лаенлі Пхуттхавонг | біг на 100 метрів (жінки)                | 12.82            | 7                | Завершила виступ | Завершила виступ | Завершила виступ | Завершила виступ | Завершила виступ | Завершила виступ |

## Велоспорт

### Шосе
Лаос отримав запрошення від Тристоронньої комісії на участь у Олімпіаді одного велосипедиста в груповій шосейній гонці, яка стала першим таким змаганням для велосипедистів цієї країни.
| Спортсмен(ка)   | Дисципліна                       | Час          | Місце        |
| --------------- | -------------------------------- | ------------ | ------------ |
| Арія Пхоунсавтх | групова шосейна гонка (чоловіки) | Не фінішував | Не фінішував |

## Дзюдо
Лаос отримав запрошення від Тристоронньої комісії на участь у Олімпіаді одного дзюдоїста в категорії до 60 кг, і таким чином країна дебютувала на Олімпійських іграх у цьому виді спорту.
| Спортсмен           | Категорія           | Раунд 1/64                 | Раунд 1/32         | Раунд 1/16         | Чвертьфінали       | Півфінали          | Втішний поєдинок   | Фінал / БМ         | Фінал / БМ      |
| Спортсмен           | Категорія           | Суперник Результат         | Суперник Результат | Суперник Результат | Суперник Результат | Суперник Результат | Суперник Результат | Суперник Результат | Місце           |
| ------------------- | ------------------- | -------------------------- | ------------------ | ------------------ | ------------------ | ------------------ | ------------------ | ------------------ | --------------- |
| Сітхісане Сукпхасай | до 60 кг (чоловіки) | Мін Яньцай (TPE) L 000–111 | Завершив виступ    | Завершив виступ    | Завершив виступ    | Завершив виступ    | Завершив виступ    | Завершив виступ    | Завершив виступ |

## Плавання
Лаос отримав універсальні місця від FINA на участь в Олімпійських іграх двох плавців (по одному кожної статі).
| Спортсмен(ка)       | Дисципліна                          | Попередній заплив | Попередній заплив | Півфінал         | Півфінал         | Фінал            | Фінал            |
| Спортсмен(ка)       | Дисципліна                          | Час               | Місце             | Час              | Місце            | Час              | Місце            |
| ------------------- | ----------------------------------- | ----------------- | ----------------- | ---------------- | ---------------- | ---------------- | ---------------- |
| Сантісук Інтхавонг  | 50 метрів вільним стилем (чоловіки) | 26.54             | 69                | Завершив виступ  | Завершив виступ  | Завершив виступ  | Завершив виступ  |
| Сірі Арун Будчарерн | 50 метрів вільним стилем (жінки)    | 32.55             | 76                | Завершила виступ | Завершила виступ | Завершила виступ | Завершила виступ |